# Youngolidia sordidulus
Youngolidia sordidulus är en insektsart som beskrevs av Spångberg 1878. Youngolidia sordidulus ingår i släktet Youngolidia och familjen dvärgstritar. Inga underarter finns listade i Catalogue of Life.